# 高倉一紀
高倉 一紀（たかくら かずのり、1952年（昭和27年）2月18日 - 2017年（平成29年）1月26日）は、日本の国文学者、書誌学者。専門は近世学芸史。皇學館大学文学部国文学科教授。

## 略歴
三重県出身。1975年に國學院大學法学部を卒業後、本居宣長記念館に勤務するが、1980年に皇學館大学大学院文学研究科博士前期課程に進学。野間光辰に師事。1982年に同大学院を修了後、同大学神道研究所研究委託を経て天理大学附属天理図書館司書。
1995年に皇學館大学文学部専任講師、1997年に助教授、2003年に教授。2010年3月、学位論文「近世書籍文化考：著述・出版から蒐集へ」で博士（文学）（國學院大學乙第269号）。
在任中の2017年、 心不全のため死去。退任記念講義を終えて帰宅する途中であった。

## 著書

### 単著
- 『近世書籍文化考：国学の人々とその著述』（和泉書院、2009）ISBN 9784757605213

### 編著
- 『佐々木弘綱年譜：幕末・維新期歌学派国学者の日記』上・中・下（皇學館大学神道研究所、1998-2010）
- 『松平定信蔵書目録』（ゆまに書房、2005）ISBN 4843318094

### 共著
- 『堅室著書一覧：岡部春平著述目録』（皇學館大学神道研究所、1987）
- 『中井家資料目録：伊勢国飯野郡中万村』（松阪大学地域社会研究所、1998）
- 『伊勢商人竹口家の研究』（和泉書院、1999）ISBN 475760050X
- 『本居宣長事典』（東京堂出版、1999）ISBN 4490105711

### 講演録
- 『幕末の図書館：射和文庫に学ぶもの』（皇學館大学講演叢書95）（皇學館大学出版部、1998）